# Inginer de sunet
Inginerul de sunet sau sunetistul reglează și operează cu echipament de sunet în teatre, studiouri de film, radio și emisiuni de televiziune. Acesta lucrează pe echipamente pentru reproducerea sunetului, echipamente de emisie și echipamente de studio și computer.